# Inverness Caledonian Thistle F.C.
Inverness Caledonian Thistle Football Club profesionalni je nogometni klub iz Invernessa u Škotskoj. Trenutno igra u škotskom Championshipu. 
Klub je osnovan u kolovozu 1994. godine nakon spajanja klubova Caledonian F.C. i Inverness Thistle F.C.. Prvotno je nastupio u Trećoj diviziji. U škotskoj Premier ligi prvi put je igrao u sezoni 2004./05. Od 1996. godine igra domaće utakmice na stadionu Caledonian. 

## Uspjesi
Nacionalna prvenstva:
- Škotski Championship:
  - Pobjednici (2): 2003–04, 2009–10
- Škotska druga divizija (treća liga):
  - Doprvaci (1): 1998–99
- Škotska treća divizija (četvrta liga):
  - Pobjednici (1): 1996–97
- Sjeverno-kaledonska liga (rezervni tim):
  - Pobjednici (2): 1994–95, 1997–98

#### Nacionalni kupovi:
- Kup Škotske :
  - Pobjednici (1): 2014–15
- Škotski Liga kup :
  - Doprvaci (1): 2013–14
- Škotski Challenge kup :
  - Pobjednici (2): 2003–04, 2017–18
  - Doprvaci (2): 1999–00, 2009–10
- Inverness kup :
  - Pobjednici (7): 1995–96, 1997–98, 1998–99, 1999–00, 2001–02, 2004–05, 2009–10
- Sjevernoškotski kup :
  - Pobjednici (4): 1999–00, 2007–08, 2009–10, 2011–12
- Chic Allan Cup:
  - Pobjednici (2): 1994–95, 1998–99
- Football Times kup:
  - Pobjednici (1): 1998–99
- PCT kup:
  - Pobjednici (1): 1998–99

## Vanjske poveznice
- Službena stranica
- Inverness na Soccerbaseu
- Inverness na Transfermarktu
- Inverness na službenim stranicama UEFA-e